# 31336 Chenyuhsin
31336 Chenyuhsin è un asteroide della fascia principale. Scoperto nel 1998, presenta un'orbita caratterizzata da un semiasse maggiore pari a 3,0748033 UA e da un'eccentricità di 0,0935473, inclinata di 9,14624° rispetto all'eclittica.